# Šestvorky

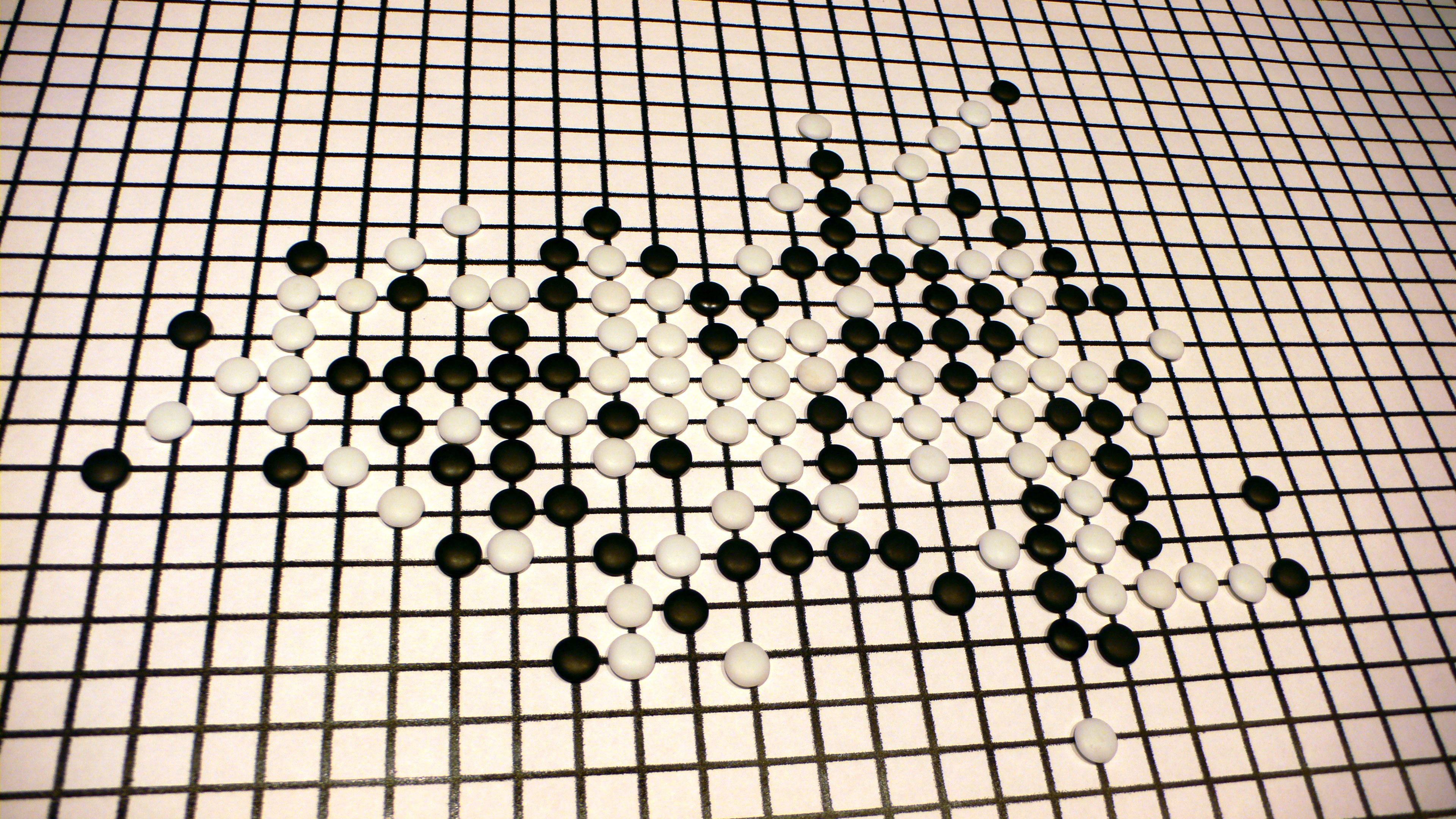
Hra Šestvorky

Šestvorky (anglicky: Connect6, čínsky: 六子棋, japonsky: 六目並べ, korejsky: 육목) jsou hra příbuzná piškvorkám. Hrají se na čtverečkovaném papíře nebo gobanu (desce pro hru Go), dva hráči se při ní střídají v tazích sestávajících ze zabrání dvou políček svými značkami (kolečkem nebo křížkem, černým nebo bílým kamenem), s výjimkou prvního tahu začínajícího hráče, při kterém se pokládá značka jedna. Tím se dobře eliminuje výhoda prvního hráče, kterou trpí piškvorky, a hra je tak vyrovnaná.
Vyhrává ten, kdo vytvoří řadu šesti (nebo více) svých značek v řadě, sloupci nebo na diagonále.

## Terminologie
Terminologie je ještě neustálená. Existuje tendence označovat za šestvorky pouze hry hrané na čtverečkovaném papíře a anglickým názvem Connect6 rozlišovat hru na gobanu, která se však liší pouze svou jasně danou prostorovou omezeností (19*19 polí).

## Historie
Autor hry není znám. Vzhledem k jednoduchosti pravidel je pravděpodobné, že v před-internetové éře byla nesčetněkrát vynalézána na různých místech světa. Na celosvětové síti se o ní poprvé začalo mluvit v čínské BBS komunitě (konkrétně na serveru bbs.tsinghua.edu.cn) v roce 1999.
Hra se proslavila díky profesorovi I-Chen Wu, který v roce 2003 začal psát počítačovou umělou inteligenci, aby prozkoumal, jakou a zdali vůbec má v ní výhodu začínající hráč. Během následujících dvou let za pomoci svého studenta zjistil, že neznatelnou. Matematický důkaz však neexistuje.